# Medaillenspiegel der Olympischen Winterspiele 2006
Diese Tabelle zeigt den Medaillenspiegel der Olympischen Winterspiele 2006 in Turin. Die Platzierungen sind nach der Anzahl der gewonnenen Goldmedaillen sortiert, gefolgt von der Anzahl der Silber- und Bronzemedaillen. Weisen zwei oder mehr Länder eine identische Medaillenbilanz auf, werden sie alphabetisch geordnet auf dem gleichen Rang geführt. Dies entspricht dem System, das vom Internationalen Olympischen Komitee (IOC) verwendet wird.

## Medaillenspiegel
| Platz | Mannschaft                | Gold | Silber | Bronze | Gesamt |
| ----- | ------------------------- | ---- | ------ | ------ | ------ |
| 01    | Deutschland (GER)         | 11   | 12     | 6      | 29     |
| 02    | Vereinigte Staaten (USA)  | 9    | 9      | 7      | 25     |
| 03    | Österreich (AUT)          | 9    | 7      | 7      | 23     |
| 04    | Russland (RUS)            | 8    | 6      | 8      | 22     |
| 05    | Kanada (CAN)              | 7    | 10     | 7      | 24     |
| 06    | Schweden (SWE)            | 7    | 2      | 5      | 14     |
| 07    | Südkorea (KOR)            | 6    | 3      | 2      | 11     |
| 08    | Schweiz (SUI)             | 5    | 4      | 5      | 14     |
| 09    | Italien (ITA)             | 5    | —      | 6      | 11     |
| 10    | Frankreich (FRA)          | 3    | 2      | 4      | 9      |
| 0     | Niederlande (NED)         | 3    | 2      | 4      | 9      |
| 12    | Estland (EST)             | 3    | —      | —      | 3      |
| 13    | Norwegen (NOR)            | 2    | 8      | 9      | 19     |
| 14    | Volksrepublik China (CHN) | 2    | 4      | 5      | 11     |
| 15    | Tschechien (CZE)          | 1    | 2      | 1      | 4      |
| 16    | Kroatien (CRO)            | 1    | 2      | —      | 3      |
| 17    | Australien (AUS)          | 1    | —      | 1      | 2      |
| 18    | Japan (JPN)               | 1    | —      | —      | 1      |
| 19    | Finnland (FIN)            | —    | 6      | 3      | 9      |
| 20    | Polen (POL)               | —    | 1      | 1      | 2      |
| 21    | Bulgarien (BUL)           | —    | 1      | —      | 1      |
| 0     | Großbritannien (GBR)      | —    | 1      | —      | 1      |
| 0     | Slowakei (SVK)            | —    | 1      | —      | 1      |
| 0     | Belarus (BLR)             | —    | 1      | —      | 1      |
| 25    | Ukraine (UKR)             | —    | —      | 2      | 2      |
| 26    | Lettland (LAT)            | —    | —      | 1      | 1      |
|       | Gesamt                    | 84   | 84     | 84     | 252    |

## Aberkennung
Olga Pyljowa (RUS) hatte im Biathlon-Einzelrennen über 15 km die Silbermedaille gewonnen. Sie wurde daraufhin positiv auf Carphedon getestet und musste ihre Medaille zurückgeben. Diese ging stattdessen an Martina Glagow (GER), während Albina Achatowa (RUS) die Bronzemedaille erhielt.